# Unaporanga lanceolata
Unaporanga lanceolata är en skalbaggsart som beskrevs av Martins och Maria Helena M. Galileo 2007. Unaporanga lanceolata ingår i släktet Unaporanga och familjen långhorningar. Inga underarter finns listade i Catalogue of Life.